# William F. Clinger
William Floyd Clinger, Jr. (Warren, 4 aprile 1929 – Naples, 28 maggio 2021) è stato un politico statunitense, membro della Camera dei Rappresentanti per lo stato della Pennsylvania dal 1979 al 1997.

## Biografia
Nato e cresciuto in Pennsylvania, Clinger studiò all'Università Johns Hopkins e all'Università della Virginia e prestò servizio militare nella marina, per poi trovare lavoro come avvocato nel settore privato.
Entrato in politica con il Partito Repubblicano, nel 1978 si candidò alla Camera dei Rappresentanti contro il deputato democratico in carica Joseph Ammerman e lo sconfisse. Da allora fu riconfermato dagli elettori per altri otto mandati, cambiando distretto congressuale nel 1992.
Nel 1996 annunciò la propria intenzione di non richiedere un ulteriore mandato e lasciò il Congresso dopo diciotto anni di permanenza.
Nel 2016 manifestò pubblicamente il proprio dissenso rispetto alla vittoria alle primarie presidenziali dell'imprenditore Donald Trump.